# 伊号第十九潜水艦
伊号第十九潜水艦（いごうだいじゅうきゅうせんすいかん、旧字体：伊號第十九潜水艦）は、大日本帝国海軍の伊十五型潜水艦の3番艦。

## 艦歴

### アメリカ近海での通商破壊
1937年（昭和12年）の第三次海軍軍備補充計画（③計画）により、1938年（昭和13年）3月15日、三菱重工業神戸造船所で起工し、1939年（昭和14年）9月16日に進水。1941年（昭和16年）1月31日、艤装員長に楢原省吾中佐が着任。1941年4月28日に竣工した。竣工と同時に楢原中佐は艦長に着任。同日、横須賀鎮守府籍となり、第六艦隊第1潜水戦隊第2潜水隊に編入された。
太平洋戦争開戦時は第六艦隊第1潜水戦隊第2潜水隊に所属。20日、伊19は横須賀を出港し、23日1330に単冠湾に到着。26日、第一航空艦隊と共に単冠湾を出港し、ハワイへ向かった。28日、空母赤城からサンフランシスコからウラジオストクへ向かうソ連貨物船についての警告を受ける。30日、伊23が後落したため、伊19は伊23の居場所について赤城から発光信号で質問を受けた。8日の真珠湾攻撃では被弾した味方機の誘導を行い、1040に艦隊と分離し、マウイ島東方沖に進出。9日、伊6がオアフ島沖を東北東へ向け航行中のレキシントン級空母1、巡洋艦2隻を発見したため、迎撃に向かった。10日、米哨戒機に2度ほど発見されて攻撃を受けるが、被害はなかった。14日、アメリカ西海岸沿岸における通商破壊作戦に参加して米西海岸に向かった。22日、潜航中にノルウェー貨物船パナマ・エキスプレス（Panama Express、4,200トン）を発見して雷撃するも、命中しなかった。その後浮上して追跡するが、追いつくことはできなかった。23日、北緯34度35分 西経120度45分 / 北緯34.583度 西経120.750度のサンタバーバラ北方55浬地点付近で、米スタンダード・オイル社タンカーH・M・ストレー（H. M. Storey、10,763トン）を発見し、2秒間隔で魚雷1本ずつを発射。このとき、魚雷発射管内の魚雷1本の機関が突然始動したためこれも発射した。魚雷は命中しなかった。25日0625、潜航中にサンディエゴに向かっていた米木材運搬船バーバラ・オルソン（Barbara Olson、2,146トン）を発見し魚雷1本を発射。魚雷はバーバラ・オルソンの船底下を通過し、30m進んだところで爆発した。近くにいた米哨戒ヨットアメジスト(USS Amethyst, PYc-3)もこの爆発を目撃している。1040、北緯34度00分 西経121度00分 / 北緯34.000度 西経121.000度のサンペドロ近海で米マコーミック汽船木材運搬船アブサロカ（Absaroka、5,698トン）を発見し、魚雷2本を発射。うち1本がアブサロカの5番船倉右舷に命中し撃破。積荷の木材の浮力で辛うじて浮いていたアブサロカはフォート・マッカーサー基地近くの海岸に座礁し、全損となった。1942年（昭和17年）1月5日1720、真珠湾を飛行偵察しようとしたところ、射出機が故障していることがわかったため海上に降ろして発進させることにした。作業中、搭載機が米哨戒艇に発見され、さらに伊19も発見された。哨戒艇は発光信号で応答を求めてきたため、搭載機を発進させると同時に潜航した。2時間40分後、戻ってきた搭載機と会合し、空母1、巡洋艦9、小型艦6隻の在泊を報告。7日、PBY カタリナ2機に発見され、2度ほど攻撃を受けるが被害はなかった。8日にもカタリナに発見され攻撃されたが、被害はなかった。15日、クェゼリンに到着。2月1日、クェゼリンはマーシャル・ギルバート諸島機動空襲を受けるが、伊19に被害はなかった。その後迎撃に向かったが空振りに終わり、クェゼリンに戻った。
20日、伊19はK作戦の支援とラバウル近海に現れた米第11任務部隊の迎撃のためクェゼリンを出港。このとき、格納筒は燃料タンクに改造されていた。4日、フレンチフリゲート礁に到着し、二式飛行艇に燃料補給を行った。21日、横須賀に到着し、格納筒を復元した。
5月15日、伊19は横須賀を出港し、17日に大湊に到着。19日、AL作戦に参加して大湊を出港。26日夜、ボゴスロフ島を飛行偵察。搭載機収容時、米駆逐艦1隻を発見。搭載機を収容している時間がなかったため、搭載機を残したまま急速潜航。後に浮上したとき、搭載機は修復不可能なほどの損傷を受けていた。そのため、搭載機は処分された。29日から翌30日にかけて、ダッチハーバーを潜望鏡偵察。6月18日にはウナラスカ島西海岸を潜望鏡偵察。19日にはウニマク島を潜望鏡偵察し、多数の敵艦船の在泊を報告。29日、哨戒区域を離れ、7月7日に横須賀に到着して整備を受ける。15日、艦長が木梨鷹一少佐に交代。

### ワスプ撃沈
8月10日、伊19は第2潜水隊司令潜水艦となった。15日、横須賀を出港し、ソロモン諸島方面に進出。23日0725、南緯07度30分 東経162度15分 / 南緯7.500度 東経162.250度の地点で浮上航走中、SBD ドーントレスに発見されて攻撃されるが、被害はなかった。25日1600、駆逐艦と複数の航空機の護衛がついた米巡洋艦を発見するが、距離が遠かったため攻撃に失敗。26日1425、ガダルカナル島南東約200浬地点付近で空母、戦艦、巡洋艦1隻ずつ、複数の駆逐艦からなる米機動部隊を発見したが、攻撃に失敗。これは、北に向かっていた米空母ワスプ(USS Wasp, CV-7)を中心とする米機動部隊だった。29日、ネンドー島グラシオサ湾を飛行偵察し、駆逐艦1隻と飛行艇6機の在泊を報告。31日1815、グラシオサ湾へ向け10分間砲撃を行った。

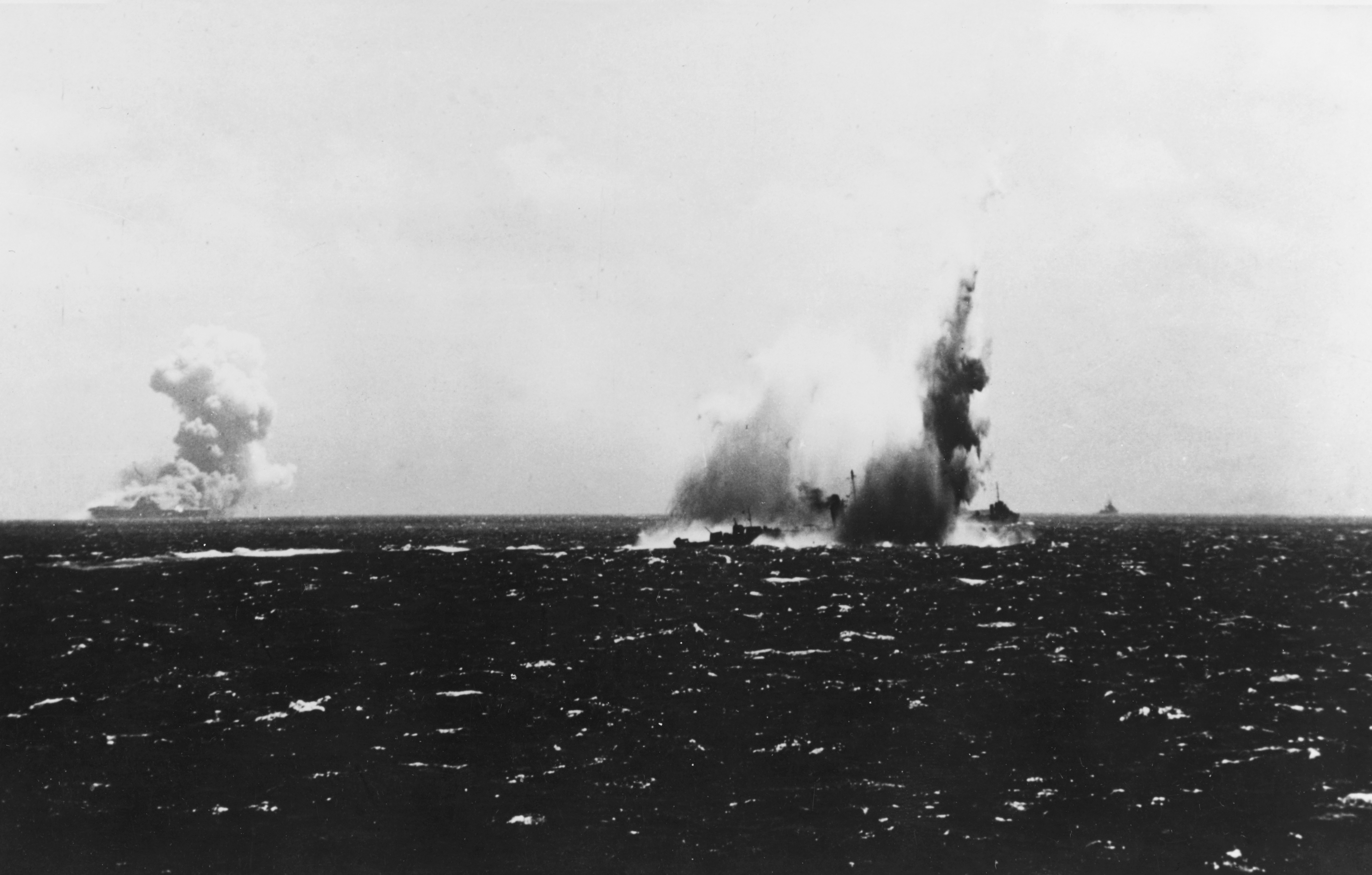
魚雷が命中したオブライエンと左遠方で炎上する空母ワスプ

9月15日、ワスプを撃沈し、戦艦ノースカロライナと駆逐艦オブライエンを撃破（ノースカロライナは修理に3か月を要し、オブライエンは回航途中に竜骨が折れて沈没）する殊勲を挙げた。
9月20日、哨戒区域を離れ、25日にトラックに到着した。

### 偵察・輸送任務
10月5日、伊19はトラックを出港し、ニューカレドニア方面に進出。19日、ヌーメアを飛行偵察するが、収容時に搭載機が大破したため、処分された。11月12日、哨戒区域を離れてトラックに戻った。その後、ショートランドに移動。22日、輸送物資を搭載し、ショートランドを出港。24日、ガダルカナル島カミンボに到着するが、ちょうど空襲をうけていたため任務は中止された。27日、ショートランドに到着して輸送物資を降ろした後出港。30日にトラックに到着した。22日、トラックを出港し、25日にショートランドに到着。26日、ゴム袋入りの輸送物資25トンを搭載してショートランドを出港。30日夜、カミンボに到着し、輸送物資を海上に投棄した。1943年（昭和18年）1月1日、ショートランドに到着。2日、輸送物資15トンを搭載してショートランドを出港。4日、カミンボに到着して輸送物資を揚陸した後出港。6日にショートランドに到着した。7日、輸送物資12トンを搭載してショートランドを出港。9日、カミンボに到着して輸送物資を揚陸した後出港。11日にショートランドに到着した。13日、ショートランドを出港し、16日にトラックに到着。18日にトラックを出港し、25日に横須賀に到着して整備を受ける。

### 南太平洋での通商破壊
3月24日、伊29は横須賀を出港し、30日にトラックに到着。4月4日、トラックを出港し、ニューヘブリディーズ諸島とフィジー諸島の間で通商破壊任務に就いた。29日夜、南緯18度34分 東経176度21分 / 南緯18.567度 東経176.350度のエファテ島東方沖で、エスピリトゥサント島からサンフランシスコに向かっていた米リバティ船ピーター・シルヴェスター（Peter Silvester、7,176トン）を発見して魚雷2本を発射。魚雷はピーター・シルヴェスターの船底下を通過した後爆発し、損傷を与えることはできなかった。30日、スバ南東沖で米リバティ船フェーベ・A・ハースト（Phoebe A. Hearst、7,176トン）を発見。3時間の追跡の後、南緯20度07分 東経177度33分 / 南緯20.117度 東経177.550度の地点で雷撃して撃沈した。5月2日、フィジー諸島近海で米貨物船ウィリアム・ウィリアムズ（William Williams、7,181トン）を発見し、雷撃。魚雷はウィリアム・ウィリアムズの左舷に命中し、縦12m、横9mの穴を開けた。ウィリアム・ウィリアムズは一旦放棄されたが、その後乗員が船に戻り、米設網艦カタルパ(USS Catalpa, AN-10)の助けを借りてフィジー諸島へ向かった。16日、南緯19度00分 東経175度00分 / 南緯19.000度 東経175.000度のスバ近海でポートビラからスバへ向かっていた米貨物船ウィリアム・K・ヴァンダービルト（William K. Vanderbilt、7,181トン）を雷撃して撃沈した。撃沈後浮上して救命ボートを機銃掃射し、ウィリアム・K・ヴァンダービルトの乗員1名が死亡した。6月6日、トラックに到着。
7月4日、伊19はトラックを出港し、ニューヘブリディーズ諸島とフィジー諸島の間で通商破壊任務に就いた。15日夜、エスピリトゥサント島を潜望鏡偵察し、重巡2、輸送船1の在泊を報告。7月20日、ビティレブ島を潜望鏡偵察し、複数の空母と戦艦の在泊を報告。8月11日にもビティレブ島を潜望鏡偵察。13日、フィジー近海でモータスクレイパー、クレーン、トラック、ポンツーン他重機多数を搭載してエスピリトゥサント島に向かっていた米リバティ船M・H・デ・ヤング（M.H. De Young、7,176トン）を発見し雷撃。魚雷はM・H・デ・ヤングの機関室に命中し撃破。船倉内に積まれていたポンツーンの浮力で辛うじて浮いていたM・H・デ・ヤングは曳航されてトンガタプ島に、次いでエスピリトゥサント島に曳航された。その後、伊19はトラックに戻った。9月27日、艦長が小林茂男少佐に交代。

### 喪失
10月17日、伊19はトラックを出港し、ウェーク島近海に出現した米機動部隊の迎撃に向かった。18日、予定を変更して真珠湾へ向かうためクェゼリンに到着。23日、第2潜水隊司令潜水艦としてクェゼリンを出港。17日夜、真珠湾を飛行偵察し、戦艦1、空母1の在泊を報告。その後、搭載機収容中に米哨戒機がやってきたため搭載機は放棄され、搭乗員を収容した後搭載機を処分した。18日、偵察結果を報告。19日、ギルバート諸島に米軍が来襲したため迎撃に向かう。同1802の定時連絡を最後に消息不明。
アメリカ側記録によると、25日2049、米駆逐艦ラドフォード(USS Radford, DD-446)が13km先で浮上した潜水艦をレーダー探知。調査のため接近中、相手が潜航していったためレーダーからの反応が消えた。2140、潜航中の潜水艦をソナー探知したため爆雷7発を投下し、潜水艦を撃沈した。これが伊19の最期の瞬間であり、第2潜水隊司令岩上英寿大佐、艦長の小林茂男少佐以下乗員105名全員戦死。沈没地点はマキン島西方50浬地点付近、北緯03度10分 東経171度55分 / 北緯3.167度 東経171.917度
1944年（昭和19年）2月2日、ギルバート諸島方面で亡失と認定され、4月30日に除籍された。
撃沈隻数は5隻、計37,377トンにのぼる。また、艦艇や商船3隻、計51,557トンに損傷を与えた。

## 歴代潜水艦長
※『艦長たちの軍艦史』403-404頁による。

### 艤装員長
- 楢原省吾 中佐：1941年1月31日 - 1941年4月28日[5]

### 潜水艦長
- 楢原省吾 中佐：1941年4月28日 -
- 木梨鷹一 少佐：1942年7月15日 -
- 小林茂男 少佐：1943年9月27日 - 11月25日戦死

## 登場作品
『1941』
1979年の映画。アメリカ本土砲撃を目論む日本海軍の潜水艦として伊号第十九潜水艦が登場。艦長アキロー・ミタムラ中佐を三船敏郎が演じた。ただし、作中ではドイツから購入した潜水艦と説明されている。